# Saldanha
Saldanha is een stad aan de noordzijde van de Saldanhabaai, op 140 kilometer ten noorden van Kaapstad met 28.142 inwoners (volkstelling 2011). De stad ligt in de gemeente Saldanhaai van het district Weskus in de Zuid-Afrikaanse provincie West-Kaap. De stad heeft een grote ijzerertsindustrie (Saldanha Steel) en een militaire haven (met opleidingsschool voor de marine en de Zuid-Afrikaanse Militaire Academie) en vormt daarnaast een belangrijk watersportgebied voor toeristen.

## Geschiedenis
De stad en de gelijknamige baai zijn vernoemd naar de Portugese admiraal António de Saldanha, die in 1503 de Tafelbaai bezocht en Saldanhabaai noemde. In 1601 voer de Nederlandse zeevaarder Joris van Spilbergen naar de huidige Saldanhabaai en, in de veronderstelling dat hij bij de huidige Tafelbaai was, noemde hij de baai Saldanhabaai. Sindsdien is deze naam in gebruik gebleven en werd de oorspronkelijke Saldanhabaai hernoemd naar Tafelbaai.
In de baai woonden tot de komst van de Europeanen Cochokwa, die door Jan van Riebeeck 'Saldanharen' werden genoemd. Zij handelden in schapen en vee, in ruil voor kopergerij en tabak met de Nederlanders bij het fort aan de Tafelbaai. In september 1652 stuurde van Riebeeck een boot naar de baai om het potentieel te onderzoeken. Hij kwam erachter dat de Fransen de baai gebruikten als bevoorradingspost voor hun reizen naar de Franse Aziatische koloniën. Er werd gevist door de VOC en in 1658 verkregen de 'Vrijburgers' van de VOC het recht op de visserij in de baai en het verhandelen van de vis in de permanente handelspost van de VOC aan de Tafelbaai. Een vijfde deel daarvan moest gezouten of gedroogd (stokvis) zijn. De Vrije Burgers behielden dit recht tot 1711 en bouwden kleine hutten aan de kustlijn voor de opslag van hun netten. Omdat de Nederlanders bang waren dat de Fransen een permanente handelspost zouden oprichten aan de baai, werd er in 1666 een militaire post opgericht. De Fransen wisten deze echter in te nemen en verdreven de bewakers. In 1667 heroverden de Nederlanders het weer en in april 1669 werd een sterkere militaire post opgericht, bezet door 12 man, alsook een postagentschap. In 1670 namen de Fransen het opnieuw in, maar kort daarna namen de Nederlanders het weer in en behielden het vervolgens tot 1795. Op 19 april 1672 werd het eigendom van de VOC gelegitimeerd, toen Arnaut van Overbeeck het gebied tussen de Houtbaai en de Saldanhabaai kocht van de Khoikhoi voor de som van 4000 Spaanse matten. Tijdens de Tweede Khoikoi-Hollandse Oorlog (1673-1677) werd de baai verlaten, maar onder de volgende gouverneur Simon van der Stel werd de ontwikkeling van de baai opnieuw ter hand genomen. Hij liet een serie van boerderijen bouwen vanaf de Tafelbaai tot de Saldanhabaai (het gebied dat Overbeeck had gekocht). In 1689 werden de Cochokwa's verslagen door een gezamenlijk leger van hun rivalen de Charingurikwa en de Namakwa en werd het voor de kolonisten veiliger om zich er te vestigen. In 1711, toen hij reeds met pensioen was, verkreeg Van der Stel voor vijf jaar de leaserechten op de visserij en de jacht op Kaapse pelsrobben, maar stierf reeds een jaar later. Twee jaar later zorgde een pokkenepidemie voor een grote slachting onder de lokale Khoistammen en kwam de visserij in de baai tot stilstand. Tussen 1729 en 1738 werd de baai in kaart gebracht door de Nederlanders, maar vanwege het gebrek aan drinkwater werd voor de bevoorrading van schepen de voorkeur gegeven aan de Simonsbaai.
In 1781 werden vijf Nederlandse VOC'ers gevangengenomen in de baai door Britten onder leiding van George Johnstone. In 1796 deed een Bataafs eskader onder leiding van schout-bij-nacht Engelbertus Lucas een poging om de belangen in Oost-Azië tegen de Britten te beschermen. Hij zou hierin geholpen worden door een Frans eskader, dat echter niet op kwam dagen. In afwachting daarvan meerde hij aan in de Saldanhabaai maar in plaats van de Fransen kwam een gigantisch Brits eskader onder leiding van George Keith Elphinstone de baai binnengevaren, waarop hij zich overgaf op 17 augustus 1796 (zie verder Capitulatie in de Saldanhabaai). Een jaar eerder was de Kaapkolonie reeds in handen van de Britten gevallen. De Britse bestuurder George Macartney speelde met het idee om de baai om te toveren tot een marinefort (een soort zuidelijk Gibraltar), maar het gebrek aan drinkwater en de teruggave aan de Bataafse Republiek in 1801 verhinderden dit plan. Nadat de baai in 1806 opnieuw werd ingenomen door de Britten, werd het idee niet verder uitgewerkt. De rest van de 19e eeuw bleef Saldanha een klein plaatsje aan de baai.
Tijdens de Tweede Boerenoorlog kwam de baai plotseling weer in trek toen de Tafelbaai de grote aantallen Britse schepen voor de bevoorrading van de troepen niet meer aankon. Dit leidde tot een herontdekking van de baai en er kwamen plannen voor de aanleg van een spoorlijn en waterleidingsysteem naar Saldanha, maar de autoriteiten in Kaapstad zagen er geen brood in de ontwikkeling van de baai en wezen deze plannen af. Aan het einde van de oorlog werd de autoriteiten door een rapport van J.G.W. Leipoldt echter duidelijk dat de verdediging van de baai ernstig tekort schoot en in de jaren '20 werden nieuwe plannen opgesteld voor de baai; ditmaal voor een luchtmachtbasis en onderzeebootbasis en later voor een serie van forten. Dit ging echter niet door vanwege gebrek aan belangstelling en vanwege het feit dat de admiraliteit in Kaapstad geldgebrek had en dus wachtte tot de Britse overheid in Londen met geld over de brug zou komen. Dit veranderde toen in 1938 de oorlog begon te dreigen en de Britse overheid haar baaien beter wilde verdedigen. De Saldanhabaai moest een betonnen fort krijgen met mobiele Mark XIX-kanonnen en elektrische verlichting voor de verdediging. Dit werd aanvankelijk weer van tafel geschoven, maar in 1942 kreeg de baai dan toch verdedigingswerken aan beide zijden van de ingang. Dit vormde de opmaat voor de ontwikkeling van Saldanha. Het Zuid-Afrikaanse ingenieurskorps legde een drinkwaterleiding aan vanaf de Bergrivier naar de plaats en er verrezen een opleidingsschool voor de marine en de Zuid-Afrikaanse Militaire Academie. De groei van de plaats vond vooral plaats door de komst van grote bedrijven als Saldanha Steel, Duferco en Namakwa Sands. Daarnaast biedt het visbedrijf Sea Harvest, waar vooral zeevruchten worden gevangen en verwerkt, werk voor een groot deel van de bevolking.
De huidige ertshaven is door de bouwcombinatie Salcon aangelegd waarin onder meer Ballast Nedam heeft deelgenomen. Deze haven is in de periode 1975-1980 aangelegd. De spoorlijn vanuit het binnenland naar de haven, is aangelegd door een Frans bedrijf. Deze spoorlijn was noodzakelijk voor het vervoer van ijzererts vanuit het binnenland naar de haven.

## Subplaatsen
Het nationaal instituut voor de statistiek, Stats SA, deelt sinds de census 2011 deze hoofdplaats in in 7 zogenaamde subplaatsen (sub place), waarvan de grootste zijn:
Diazville • Saldanha SP • White City.